# ريد كاشمان
ريد كاشمان (بالإنجليزية: Reid Cashman)‏ هو لاعب هوكي جليد أمريكي، ولد في 14 مارس 1983 في ريد وينغ في الولايات المتحدة.

## وصلات خارجية
- ريد كاشمان على موقع دوري الهوكي الوطني (الإنجليزية)
- ريد كاشمان على موقع EliteProspects.com (الإنجليزية)
- ريد كاشمان على موقع HockeyDB.com (الإنجليزية)